# Guinea (moneda)

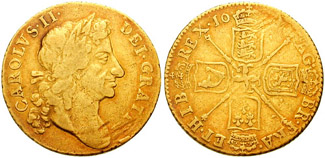
Guinea de Carles II.

La guinea era una moneda d'or que es va utilitzar a la Gran Bretanya, abans que adoptés el sistema decimal el 1971. Equivalia a 21 xílings.

## Història
Les primeres guinees, peces d'or de vint xílings, es van encunyar el 1663, autoritzades per la corona britànica «per a ús i en nom de la Company of Royal Adventurers trading with Àfrica», comerciants londinencs als quals el rei Carles II havia venut el monopoli del comerç amb l'Àfrica i el seu logotip -un elefant- figurava en una de les cares de la moneda.
Se li va donar el nom de "guinea" a causa que l'or amb què es van encunyar les primeres sèries d'aquesta moneda va ser importat de la Costa de Guinea, a l'Àfrica occidental.
Posteriorment, el 1698, en haver augmentat el valor real de l'or respecte al valor nominal de les guinees, Guillem III va fixar el valor de la guinea en 21 xílings i 6 penics. Aquests sis penics van desaparèixer el desembre del 1717, quedant fixat el seu valor en 21 xílings.
El 1817, una nova modificació del sistema monetari portaria una moneda que recuperaria el valor nominal dels vint xílings, una quantitat molt més senzilla d'utilitzar: la lliura.
D'aquesta manera, la guinea com moneda desapareixeria físicament, si bé quedaria dins de l'ús popular el seu valor d'una lliura i un xíling, considerat com un valor més cavallerós. Així seria típic que els pagaments als comerciants es fessin en lliures, mentre que als professionals se'ls pagaria en guinees, igual que per les obres d'art o els cavalls de carreres.